# Roger Troutman
Roger Troutman (29 novembre 1951 à Hamilton, Ohio – 25 avril 1999 à Dayton, Ohio), est un musicien américain.
Il était le chanteur principal du groupe Zapp, et a beaucoup influencé le mouvement hip-hop West Coast, après que les rappeurs eurent utilisé des extraits de sa musique pendant de nombreuses années[réf. nécessaire]. Troutman était connu pour son utilisation de la talkbox, un appareil électronique connecté à un instrument (la plupart du temps un clavier) afin de créer différents effets vocaux. Il utilisait notamment une talkbox Electro-Harmonix « Golden Throat », couplée à un synthétiseur Yamaha DX100. À la fois en tant que chanteur de Zapp et à travers ses albums solo, il a participé à de nombreux hits funk et R&B dans les années 1980. Sur la fin de sa carrière, il est tout particulièrement connu pour être la voix du refrain California Love.

## Carrière

### Débuts
Né à Hamilton, dans l'Ohio, Roger est le quatrième d'une fratrie de neuf enfants. Il est l'un des derniers membres à rejoindre Funkadelic et participe, en 1981, au dernier album du groupe pour le label Warner Bros. Records, The Electric Spanking of War Babies.
Auparavant, Troutman avait formé plusieurs groupes avec ses quatre frères, tels que Little Roger and the Vels ou Roger and the Human Body. En 1977, cette dernière formation produit son premier single Freedom.
Deux ans après, Roger et ses frères sont découverts par George Clinton, qui signe alors Zapp chez son label Uncle Jam Records en 1979. Zapp fait alors ses débuts professionnels et son premier passage télévisé lors des Funk Music Awards. Un an plus tard, Uncle Jam Records met la clef sous la porte, et Zapp signe alors chez Warner Bros. Records, sortant ainsi son premier album éponyme, avec notamment le tube More Bounce to the Ounce, produit par Bootsy Collins. La chanson sera numéro 2 au Billboard Soul Singles à l'automne 1980. Cet album sera finalement classé dans le top 20 du Billboard 200 et contribuera à l'éclosion de Zapp et de Roger sur un plan national.

### Zapp
Entre 1980 et 1985, Zapp sort plusieurs albums qui deviennent disque d'or comme Zapp, Zapp II, Zapp III et New Zapp IV U ainsi que des tubes du top 10 R&B tels que Be Alright, Dance Floor, I Can Make You Dance, Heartbreaker, It Doesn't Really Matter (qui était un hommage aux artistes noirs du passé et du présent), et la ballade funk Computer Love en collaboration avec Charlie Wilson et Shirley Murdock.
La magie de Zapp à sortir des tubes s'est arrêtée après la sortie de leur cinquième album, Vibe en 1989. C'est le dernier album enregistré en studio du groupe, bien qu'ils continuèrent de sortir des singles durant les années 1990, notamment les tubes Slow & Easy et Mega Medley, qui regroupait une collection de tubes du groupe en un seul morceau. Au cours de la carrière de Zapp, la taille du groupe s'est étendue, passant des cinq membres originels à une quinzaine de personnes. Troutman a également produit les différents artistes de Zapp lors de leurs essais en solo.
En 1993, le groupe sort une compilation baptisée Zapp & Roger: All the Greatest Hits, qui reste à ce jour l'album le plus vendu du groupe, avec plus de deux millions d'exemplaires.

### Carrière solo et producteur
En 1981, à la suite du succès rapide du premier album de Zapp, Troutman sort son premier album solo, The Many Facets of Roger.
Sa reprise funk I Heard it Through the Grapevine de Marvin Gaye se retrouve propulsée à la tête des ventes de singles R&B, entraînant ainsi la vente de plus d'un million d'albums. Cet album contient également le tube So Ruff, So Tuff, assez semblable à More Bounce to the Ounce, comme beaucoup de singles de Roger et Zapp à cette époque.
En 1984, Troutman sort son deuxième album, The Saga Continues, avec les singles Girl Cut It Out, It's in the Mix (dédicacé à Soul Train et Don Cornelius), et une reprise de Wilson Pickett, In the Midnight Hour, bénéficiant du support du groupe de gospel The Mighty Clouds of Joy.
En 1987, Troutman sort son album solo Unlimited, qui restera à ce jour son album le plus vendu. Cet album inclut le tube I Want to Be Your Man, numéro un des ventes R&B et numéro trois du Billboard Hot 100.
En 1988, Troutman travaille avec Scritti Politti en fournissant les voix issues d'une talkbox sur le morceau Boom There She Was.
Trois années plus tard, Troutman sort son dernier album solo, Bridging the Gap, incluant le tube Everybody (Get Up).
Tout au long de sa carrière fructueuse à la fois avec Zapp et en solo, Troutman s'est découvert des talents de producteur pour de nombreux artistes, et notamment Shirley Murdock, avec le titre As We Lay en 1986. Il a également produit des morceaux de Dale DeGroat, membre de Zapp.

### Décès
Un dimanche matin, le 25 avril 1999, Roger Troutman a été trouvé blessé par balles à son studio d'enregistrement dans le nord-ouest de Dayton vers 7 heures du matin. D'après les médecins, Roger, âgé de 47 ans, avait reçu plusieurs balles dans le torse et se trouvait dans un état critique. Il est décédé lors d'une intervention chirurgicale à l'hôpital Good Samaritan Hospital and Health Center. Le frère de Roger, Larry, a été retrouvé mort dans une voiture quelques rues plus loin, tué d'une balle dans la tête. Un pistolet fut trouvé dans son véhicule, qui correspondait à la description faite par des témoins d'une voiture ayant quitté la scène du meurtre de Roger. La fusillade serait due à une dispute entre les deux frères, Larry aurait tiré sur Roger puis se serait suicidé. Roger Troutman a laissé cinq fils, Roger Lynch (décédé), Larry Gates, Lester Gates, Ryan Stevens et Taji J. Troutman ; cinq filles, Daun Shazier, Hope Shazier, Summer Gates, Mia Paris Collins, Gene Nicole Patterson et un petit-fils. Lors de ses funérailles, son neveu Clet Troutman a chanté Amazing Grace en utilisant une talkbox.

## Héritage
Déjà avant sa mort, de nombreux artistes de la mouvance hip-hop et R&B utilisèrent des samples de Troutman, à l'image d'EPMD qui utilisa des extraits de More Bounce to the Ounce pour son tube You Gots to Chill en 1988.
Décrit par beaucoup comme étant un des fondateurs du mouvement G-funk et de la scène West Coast, ses clappements de main frénétiques et ses lignes de basses très graves ont été l'inspiration de nombreux morceaux d'artistes tels que Warren G, Spice 1, Tupac Shakur (qui a utilisé des extraits de Be Alright dans l'intro de Keep Your Head Up), Snoop Dogg, Dr. Dre, E-40, Ice Cube, Brotha Lynch Hung, Sicx, et même certains artistes East Coast comme The Notorious B.I.G. sur son morceau Going Back to Cali en 1997.
Troutman, influencé par Stevie Wonder, est un des artistes qui mit la talkbox sur le devant de la scène dans les années 1980, amenant à la création du mouvement electro-funk.
Le rappeur Nas fait référence à la mort de Roger et Larry Troutman dans le morceau Blunt Ashes, sur l'album Hip Hop Is Dead.
Roger Troutman apparaît dans le clip de California Love de 2Pac.

## Anecdote
Mozinor utilise dans ses détournements le nom de Roger Troutman pour évoquer des phénomènes étranges ou inexplicables.

## Discographie

### Albums
Pour les albums enregistrés par Roger Troutman au sein du groupe Zapp, voir à ce nom.
- 1981 : The Many Facets of Roger (Warner Brothers)
- 1984 : The Saga Continues (Warner Brothers)
- 1987 : Unlimited! (Reprise)
- 1991 : Bridging The Gap (Reprise)
- 1993 : Zapp&Roger: All The Greatest Hits (reprise)